# Europäische Aufsichtsbehörde für das Versicherungswesen und die betriebliche Altersversorgung
Die Europäische Aufsichtsbehörde für das Versicherungswesen und die betriebliche Altersversorgung (EIOPA, englisch European Insurance and Occupational Pensions Authority) ist eine Agentur der Europäischen Union, auf Rechtsgrundlage der EU-Ratsverordnung 1094/2010 vom 24. November 2010, zur Finanzmarktaufsicht mit Sitz in Frankfurt am Main. Sie ist, als eine der drei europäischen Finanzaufsichtsbehörden, Bestandteil des Europäischen Finanzaufsichtssystems (ESFS, englisch European System of Financial Supervision). Erster Vorsitzender war der Portugiese Gabriel Bernardino, der Ende Februar 2021 aus dem Amt schied. Aktuelle Vorsitzende ist Petra Hielkema.

## Hintergründe und Geschichte
Die EIOPA ging zum 1. Januar 2011 aus dem bereits bestehenden Ausschuss der Europäischen Aufsichtsbehörden für das Versicherungswesen und die betriebliche Altersversorgung (Committee of European Insurance and Occupational Pensions Supervisors, CEIOPS) hervor und übernahm dessen Aufgaben.
Der CEIOPS war von der Europäischen Kommission am 5. November 2003 im Rahmen des Lamfalussy-Verfahrens eingesetzt worden. Ziel war es, eine unabhängige Instanz zum Meinungsaustausch in Fragen des Versicherungs- und Rückversicherungswesens und der betrieblichen Altersversorgung zu schaffen. Der Ausschuss nahm seine Arbeit am 24. November 2003 auf. Im Zuge der Finanzkrise ab 2007 einigten sich die EU-Staaten auf eine Übertragung aufsichtsrechtlicher Kompetenzen auf die europäische Ebene. Das hierdurch geschaffene ESFS wurde vom Europäischen Parlament am 22. September 2010 beschlossen. Am 10. Januar nahm die Behörde mit der Verabschiedung der Geschäftsordnung und der Wahl eines stellvertretenden Vorsitzenden und der Wahl der sechs Mitglieder des Verwaltungsrates ihre Arbeit auf.

## Tätigkeitsbereich
Die Tätigkeit der Behörde soll sich laut Verordnung „auch auf den Tätigkeitsbereich von Versicherungs- und Rückversicherungsunternehmen sowie von Einrichtungen der betrieblichen Altersversorgung und Versicherungsvermittlern erstrecken, einschließlich Fragen der Unternehmensführung sowie der Rechnungsprüfung und Finanzkontrolle“ beziehen.

## Unterschiede zwischen CEIOPS und EIOPA
Durch die Umwandlung von einem beratenden Ausschuss (CEIOPS) zu einer Behörde (EIOPA) wurden weitere Kompetenzen übertragen. CEIOPS selbst hatte keine Befugnisse zur Durchsetzung eines einheitlichen EU-Aufsichtsrechts oder zur Schlichtung einer Krise und war nur befugt, unverbindliche Leitlinien und Empfehlungen zu verabschieden. Die EIOPA dagegen kann bindende Einzelentscheidungen an Versicherungsinstitute richten und bei Meinungsunterschieden zwischen nationalen Aufsichtsbehörden schlichten. Dennoch liegt der Schwerpunkt der Aufsicht über Versicherungen und die betriebliche Altersvorsorge weiterhin bei den nationalen Aufsichtsbehörden (im Falle Deutschlands etwa bei der Bundesanstalt für Finanzdienstleistungsaufsicht).

## Vorsitzende
- Gabriel Bernardino (2011–2021),  Portugal
- Peter Braumüller (2021, interimistisch),  Österreich
- Petra Hielkema (seit 2021),  Niederlande